# 阿納斯塔西夫卡 (羅姆內區)
50°34′57″N 33°33′2″E / 50.58250°N 33.55056°E
阿納斯塔西夫卡（烏克蘭語：Анастасівка）是位於烏克蘭東北部的村莊，由蘇梅州羅姆內區的安德里亞希夫卡市鎮負責管轄。該村處於阿爾托波洛特河畔，距離新佩特里夫卡1公里，海拔高度164米，2001年人口818。